# (99) Dike
(99) Dike ist ein Asteroid des mittleren Hauptgürtels, der am 28. Mai 1868 vom französischen Astronomen Alphonse Louis Nicolas Borrelly am Observatoire de Marseille entdeckt wurde. Es war seine erste von insgesamt 18 Asteroidenentdeckungen.
Der Asteroid wurde benannt nach Dike, einer Hore der griechischen Mythologie. Sie stellt die menschliche Gerechtigkeit dar, die mit der göttlichen Gerechtigkeit Themis neben Zeus auf dem Olymp saß. Die Benennung erfolgte durch Édouard Jean-Marie Stephan.

## Wissenschaftliche Auswertung
Aus Ergebnissen der IRAS Minor Planet Survey (IMPS) wurden 1992 Angaben zu Durchmesser und Albedo für zahlreiche Asteroiden abgeleitet, darunter auch (99) Dike, für die damals Werte von 69,0 km bzw. 0,06 erhalten wurden. Eine Auswertung von Beobachtungen durch das Projekt NEOWISE im nahen Infrarot führte 2011 zu vorläufigen Werten für den Durchmesser und die Albedo im sichtbaren Bereich von 71,3 km bzw. 0,06. Ein Vergleich von Daten, die von 1978 bis 2011 an der Sternwarte Ondřejov in Tschechien und am Table Mountain Observatory in Kalifornien gesammelt wurden, mit den Daten von NEOWISE bestätigte 2012 diese Werte. Nachdem die Werte nach neuen Messungen mit NEOWISE 2012 auf 74,8 km bzw. 0,05 korrigiert worden waren, wurden sie 2014 auf 67,4 km bzw. 0,07 geändert. Nach der Reaktivierung von NEOWISE im Jahr 2013 und Registrierung neuer Daten wurden die Werte 2015 mit etwa 66 km bzw. 0,05 angegeben, diese Angaben beinhalten aber hohe Unsicherheiten. Mit einer Auswertung von zwei Sternbedeckungen durch den Asteroiden konnte in einer Untersuchung von 2020 ein mittlerer Durchmesser von 69,0 ± 3,0 km bestimmt werden.
(99) Dike galt lange Zeit als der lichtschwächste Asteroid unter den ersten 150 nummerierten. Beobachtungen im Jahr 1976 widerlegten diese Einstufung jedoch, als er um eine Größenklasse heller erschien als die bis dahin veröffentlichten Daten erwarten ließen. Die Fehlerhaftigkeit der früheren Katalogdaten konnte durch photoelektrische Messungen am Lowell-Observatorium in Arizona und weitere visuelle Beobachtungen im September/Oktober 1978 abgesichert werden.

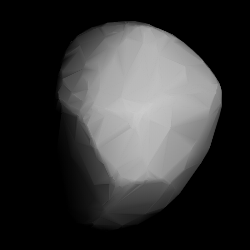
Berechnetes 3D-Modell von (99) Dike

Photometrische Beobachtungen von (99) Dike fanden erstmals statt am 1. und 2. April 1981 am Lowell-Observatorium sowie am 30. und 31. Mai 1981 am Table Mountain Observatory in Kalifornien. Bei den beiden Beobachtungen konnte nur eine eher lange Rotationsperiode des Asteroiden von >18 h 20 min bzw. >24 h mit einer asymmetrischen Lichtkurve abgeschätzt werden. Neue Messungen fanden statt vom 13. bis 16. April 1994 am Roque-de-los-Muchachos-Observatorium auf La Palma. Hier wurde aus der Lichtkurve eine Rotationsperiode von 10,35 h abgeleitet. Auch eine Beobachtung während dreier Nächte vom 10. bis 25. April 2007 am Crescent Butte Observatory in Utah führte zu einer Periode von 10,360 h.
Photometrische Messungen vom 21. März bis 23. April 2011 am Organ Mesa Observatory in New Mexico führten dann jedoch zu einem Wert für die Rotationsperiode von 18,127 h und folglich einem Ausschluss aller früher ermittelten Werte. Eine Durchmusterung im Rahmen der Palomar Transient Factory (PTF) am Palomar-Observatorium in Kalifornien ab 2009 bestätigte in einer Untersuchung von 2015 diese Bestimmung der Rotationsperiode von (99) Dike mit einem Wert von etwa 18,12 h. Aus thermischen Infrarot-Daten wurde außerdem ein Durchmesser von 68,1 ± 0,4 km abgeleitet.
Die Auswertung von 29 vorliegenden Lichtkurven und zusätzlichen Daten der Lowell Photometric Database ermöglichte dann in einer Untersuchung von 2016 die Erstellung eines Gestaltmodells für den Asteroiden und die Bestimmung der Position der Rotationsachse mit prograder Rotation und einer Periode von 18,1191 h.
Zwischen 2012 und 2018 wurden mit der All-Sky Automated Survey for Supernovae (ASAS-SN) auch photometrische Daten von 20.000 Asteroiden aufgezeichnet. Auf mehr als 5000 davon konnte erfolgreich die Methode der konvexen Inversion angewendet werden, darunter auch (99) Dike, für die in einer Untersuchung von 2021 ein verbessertes dreidimensionales Gestaltmodell für zwei alternative Rotationsachsen mit prograder Rotation und einer Periode von 18,1190 h berechnet wurde. Aus archivierten Daten des Asteroid Terrestrial-impact Last Alert System (ATLAS) aus dem Zeitraum 2015 bis 2018 konnte in einer Untersuchung von 2022 mit der Methode der konvexen Inversion eine Rotationsperiode von 18,1199 h berechnet werden.